# Chilobrachys tschankoensis
Chilobrachys tschankoensis là một loài nhện trong họ Theraphosidae.
Loài này thuộc chi Chilobrachys. Chilobrachys tschankoensis được Ehrenfried Schenkel-Haas miêu tả năm 1963.